# Mezőberény
Mezőberény [ˈmɛzøːbɛreːɲ] (deutsch Maisbrünn, slowakisch Poľný Berinčok) ist eine Stadt im Komitat Békés in Ungarn. Die Stadt liegt in der Großen Ungarischen Tiefebene, hier kreuzen einander die Hauptstraße 47 von Debrecen nach Szeged und die Eisenbahnlinie von Budapest nach Bukarest.

## Städtepartnerschaften
- Gronau, Deutschland (1987)
- Kolárovo, Slowakei (1946)
- Münsingen, Deutschland (1993)
- Sovata, Rumänien (1998)

## Museen
- Soma-Orlai-Petrics-Museum

## Söhne und Töchter der Stadt
- Soma Orlai Petrics (1822–1880), Maler

## Weblinks

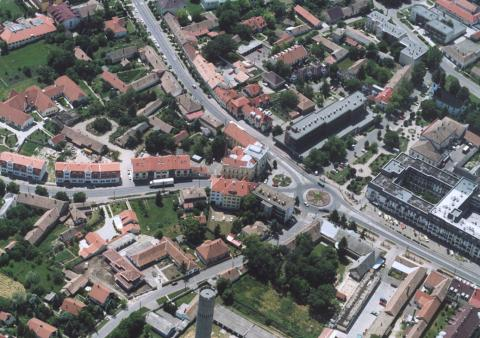
Luftaufnahme von Mezőberény